# António de Macedo
António Luiz Ernesto de Macedo (* 5. Juli 1931 in Lissabon; † 5. Oktober 2017 ebenda) war ein portugiesischer Regisseur, Drehbuchautor, Filmeditor, Dramatiker und Schriftsteller.

## Leben
Geboren am 5. Juli 1931 in Lissabon, besuchte er hier die Schule. Nach dem Abitur schrieb er sich an der Kunsthochschule Escola Superior de Belas Artes ein, wo er ein Architektur-Studium abschloss. Bereits als Student arbeitete er als Zeichner für die Câmara Municipal, die Stadtverwaltung von Lissabon, bei der er nach Studienende als Architekt tätig wurde. Schon seit seinem 16. Lebensjahr drehte er 8-mm- und 16-mm-Filme, von denen ihm einer (Ode Triunfal, eine 8-mm-Verfilmung eines Fernando-Pessoa-Gedichtes) seine erste Auftragsarbeit einbrachte, einen gewerblichen Dokumentarfilm für die Brauerei Central de Cervejas namens Verão Coincidente (dt. etwa: Gleichzeitiger Sommer). In der Folge drehte er eine Reihe Kurzfilme. Als der Produzent António da Cunha Telles ihm 1964 die Verfilmung von Fernando Namoras Roman Domingo à Tarde ermöglichte, gab er seinen Architektenberuf auf und widmet sich fortan nur dem Film und dem Schreiben. Der Film erhielt beim Filmfestival Venedig 1965 einen Diploma de Merito-Ehrenpreis. Nach eigenem Drehbuch auf Grundlage eines Alexandre O’Neill-Gedichtes, und mit Musik des Quinteto Académico, stellte er 1967 dann den Thriller Sete Balas Para Selma (dt.: Sieben Kugeln für Selma) fertig.
Macedo gehörte zu den Mitbegründern der wegweisenden Film-Kooperative Centro Português de Cinema (CPC, 1970) und der Kooperative Cinequanon (1974) und damit zu den Regisseuren des Novo Cinemas, dem Neuen Portugiesischen Film. Er drehte eine Reihe Dokumentationen für das öffentlich-rechtliche Fernsehen der RTP, etwa über die Unabhängigkeit Mosambiks 1975. Einer seiner bedeutendsten Langfilme dieser Phase wurde A Promessa (dt.: Das Versprechen), ein im Küstenort Figueira da Foz gedrehtes Fischerdrama, bei dem Michel Giacometti Berater war. Der Film, nach einem Stück von Bernardo Santareno, wurde das kommerziell erfolgreichste Werk des CPC und lief zudem auf dem Filmfestival Cannes 1973. Relativ erfolgreich wurde auch, nicht zuletzt dank seiner öffentlichkeitswirksamen Polemik, As Horas de Maria (dt.: Die Stunden von Maria), ein kritischer Film über eine Sterbende, die vergeblich auf den Beistand der Mutter Maria wartet und in dem die Marienverehrung, insbesondere der Fátima-Kult, angezweifelt wird. Im Klima progressiver gesellschaftlicher Umbrüche in Portugal nach der Nelkenrevolution (1974) gedreht, kam der Film erst 1979 in die Kinos und rief nun eine heftige Protestwelle von konservativen und christlichen Seiten hervor, die sich auch in Demonstrationen vor den Kinos und in Steinwürfen in Schaufenster mit dem Filmplakat und auf Besucher äußerte. 1975 hatte schon Fátima Story, ein Film über die Fátima-Thematik, für erste, jedoch noch nicht so heftige Kontroversen gesorgt.
Besonders für das Fernsehen produzierte er danach Dokumentarfilme, etwa zum 50. Jahrestag der Eröffnung des Instituto-Superior-Técnico-Campus (1985), aber auch Mehrteiler und einige Spielfilme. Für einige seiner Filme, die sich inzwischen oft mit Übernatürlichem auseinandersetzten, wurde er für verschiedene Filmpreise nominiert.
Auch dem Theater widmete er sich. 1983 inszenierte er O Marinheiro (dt.: Der Seemann, von Fernando Pessoa) am Teatro Nacional D. Maria II, und 1988 gewann er den Almeida-Garrett-Preis für neue Theaterstücke für O Osso de Mafoma (dt.: Der Knochen von Mafoma).
Seit den 1990er Jahren trat Macedo weniger als Regisseur in Erscheinung und häufiger als Autor. Dazu wurde er Hochschullehrer für Bildanalyse (Universidade Lusófona, Lissabon) und für Filmregie (Universidade Moderna, Lissabon). Ein Grund für die nachlassende Regietätigkeit war die anhaltend fehlende Unterstützung durch das staatliche Filminstitut ICAM bzw. ICA.
1996 drehte er mit Santo António de Todo o Mundo (dt.: Der heilige Antonius der ganzen Welt) zuletzt eine weitere Dokumentation mit religiösem Bezug. Macedo unterhielt zudem eine Website, auf der er sich der Esoterik widmete.
2000 erschien ein Buch über das Schaffen António de Macedos, als Gemeinschaftswerk des Verlages Dom Quixote mit dem Verlag der SPA. 2001 wurde Macedo auf dem Filmfestival von Figueira da Foz für sein Lebenswerk geehrt. 2006 erwarb er einen Doktortitel in Soziologie mit einer kultursoziologischen Arbeit an der Universidade Nova in Lissabon. In den Monaten Juni und Juli 2012 veranstaltete das staatliche Filmmuseum, die Cinemateca Portuguesa, eine umfassende Filmreihe zum Werk Macedos, zum Teil in dessen Anwesenheit.

## Filmografie
| - 1961: A Primeira Mensagem (auch Produzent und Kamera) - 1963: Verão Coincidente (auch Produzent) - 1964: Nicotiana - 1964: 1X2 - 1966: Domingo à Tarde (auch Ton) - 1967: Crónica do Esforço Perdido (auch Ton) - 1967: Alta Velocidade - 1967: Sete Balas Para Selma (auch Ton) - 1968: Fado: Lisboa 68 (auch Ton) - 1969: Almada-Negreiros: Vivo, Hoje (auch Ton) - 1970: História Breve da Madeira Aglomerada (auch Ton) - 1970: Nojo aos Cães (auch Produzent und Kamera) - 1973: A Criança e a Justiça - 1973: A Promessa (auch Produzent und Ton) - 1975: Teatro Popular - 1975: Peter Lilienthal Filma em Setúbal - 1975: O Princípio da Sabedoria - 1975: Ocupação de Terras na Beira Baixa - 1975: Fátima Story - 1975: A Penteadora - 1975: A Cooperativa Cesteira de Gonçalo - 1978: A Bicha de Sete Cabeças - 1979: Donasvinte - 1979: As Horas de Maria - 1980: O Encontro (auch Produzent) - 1980: O Príncipe com Orelhas de Burro - 1984: Os Abismos da Meia-Noite - 1988: Os 7 Rostos (TV) - 1988: Os Emissários de Khalom - 1991: A Maldição do Marialva - 1992: "O Altar dos Holocaustos" (TV-Mehrteiler) - 1993: Chá Forte com Limão - 1996: Santo António de Todo o Mundo | - 1967: Crónica do Esforço Perdido (nicht im Abspann) - 1967: Alta Velocidade - 1967: Sete Balas Para Selma - 1968: Fado: Lisboa 68 (nicht im Abspann) - 1969: Almada-Negreiros: Vivo, Hoje (nicht im Abspann) - 1964: Nicotiana - 1964: 1x2 - 1966: Domingo à Tarde - 1973: A Criança e a Justiça (nicht im Abspann) - 1970: História Breve da Madeira Aglomerada (nicht im Abspann) - 1970: Nojo aos Cães (nicht im Abspann) - 1975: O Princípio da Sabedoria - 1975: Peter Lilienthal Filma em Setúbal (nicht im Abspann) - 1978: A Bicha de Sete Cabeças - 1979: Donasvinte - 1979: As Horas de Maria - 1980: O Encontro - 1980: O Príncipe com Orelhas de Burro - 1984: Os Abismos da Meia-Noite - 1988: Os 7 Rostos (TV) - 1988: Os Emissários de Khalom - 1991: A Maldição do Marialva - 1992: "O Altar dos Holocaustos" (TV-Mehrteiler) - 1993: Chá Forte com Limão - 1996: Santo António de Todo o Mundo | - 1961: A Primeira Mensagem - 1964: Nicotiana - 1964: 1X2 - 1966: Domingo à Tarde - 1967: Crónica do Esforço Perdido - 1967: Alta Velocidade - 1967: Sete Balas Para Selma - 1968: Fado: Lisboa 68 - 1969: Almada-Negreiros: Vivo, Hoje - 1970: História Breve da Madeira Aglomerada - 1970: Nojo aos Cães - 1973: A Promessa - 1975: O Princípio da Sabedoria - 1978: A Bicha de Sete Cabeças - 1984: Os Abismos da Meia-Noite (1984) - 1988: Os Emissários de Khalom - 1991: A Maldição do Marialva - 1992: Auf Wiedersehen, Prinzessin (orig.: Adeus Princesa) - 1992: "O Altar dos Holocaustos" (TV-Mehrteiler) |

## Bibliografie

### Primärliteratur
- A Evolução Estética do Cinema. Clube Bibliográfico Editex, Lissabon 1959/1960 (zur Ästhetik im Kino)
- Da Essência da Liberdade. Sociedade de Expansão Cultural, Lissabon 1961 (philosophischer Text)
- As Horas de Maria. Cinequanon, Lissabon 1974 (Drehbuch)
- A Pomba. Editorial Ulmeiro, Lissabon 1983 (Theaterstück)
- A Nova Ilusão. SPA, Lissabon 1984 (Theaterstück)
- O Osso de Mafoma. SPA, Lissabon 1990 (Theaterstück)
- O Limite de Rudzky. Editorial Caminho, Lissabon 1992 (Science-Fiction-Erzählungen)
- Contos de Androthélys. Editorial Caminho, Lissabon 1993 (Roman)
- Sulphira & Lucyphur. Editorial Caminho, Lissabon 1995 (Roman)
- A Sonata de Cristal. Editorial Caminho, Lissabon 1996 (Roman)
- Erotosofia. Editorial Caminho, Lissabon 1998 (Roman)
- As Furtivas Pegadas da Serpente. Editorial Caminho, Lissabon 2004

### Sekundärliteratur
- José de Matos-Cruz: António de Macedo – Cinema e Viragem de um Época. SPA/Dom Quixote, Lissabon 2000